# شهرستان بلوسلاو
شهرستان بلوسلاو (به بلغاری: Beloslav Municipality) یک شهرستان در بلغارستان است که در استان وارنا واقع شده‌است. شهرستان بلوسلاو ۹۱٫۳ کیلومتر مربع مساحت و ۱۱٬۲۵۷ نفر جمعیت دارد.